# Oosterland (Noord-Holland)
Oosterland is een dorp in de Nederlandse gemeente Hollands Kroon in de provincie Noord-Holland.

## Geschiedenis
Oorspronkelijk was Oosterland het meest oostelijke dorp op Wieringen. Hoewel het eiland nooit is gaan wandelen groeide het aan de oostkant wel telkens aan. Het kerkdorp Oosterland zal dan oorspronkelijk een aanlegplaats hebben gehad, maar 'de oever' kwam steeds verder weg te liggen. In de 14e en/of 15e eeuw is men zich ook op De(n) Oever gaan vestigen en is het gelijknamige havendorp ontstaan.

## Geboren in Oosterland
- Rembertus Westerhoff (1801-1874), politicus
- Jeroen Zijlstra (1958), zanger, tekstschrijver, componist en trompettist

## Gewoond in Oosterland
- Wilhelm van Pruisen (1882-1951), kroonprins van Pruisen en Duitsland, woonde in Oosterland van 1919 tot 1923, na de vlucht van zijn vader aan het einde van de Eerste Wereldoorlog.